# Aglianico

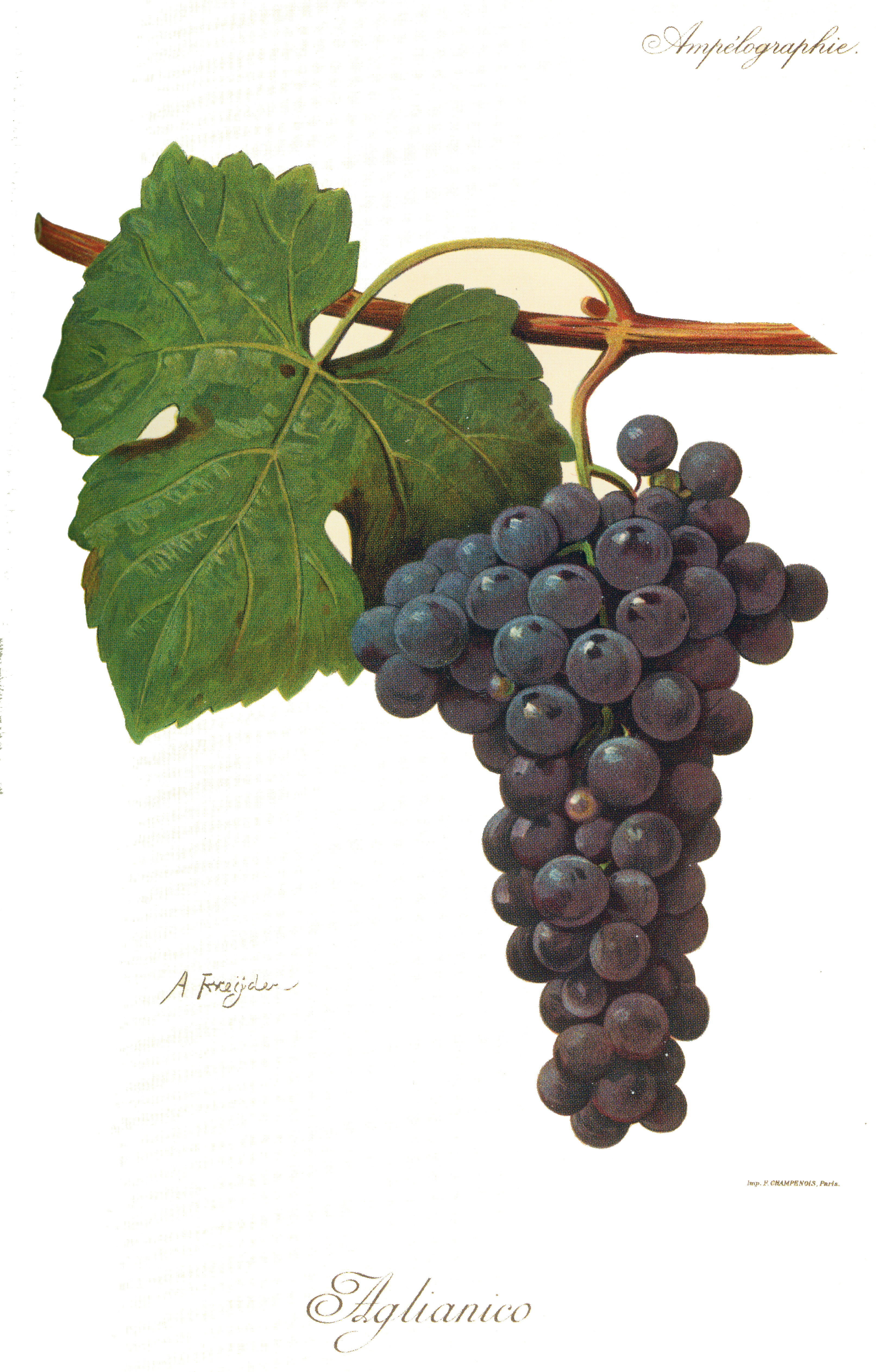
Uvas aglianico.

La aglianico es una uva de vino tinto cultivada en el sur de Italia, sobre todo en Basilicata y Campania.
La vid se originó en Grecia y fue llevada al sur de Italia por colonos griegos. El nombre puede ser una derivación de hellenica vitis, que en latín significa "vid griega". Otra etimología postula una derivación de Apulianicum, el nombre latino para todo el sur de Italia en la época de la Antigua Roma. Durante este período, era la uva principal del famoso vino falerno romano.
El enólogo Denis Dubourdieu dijo: "la aglianico es, probablemente, la uva que más se ha consumido a lo largo de toda la historia".

## Historia

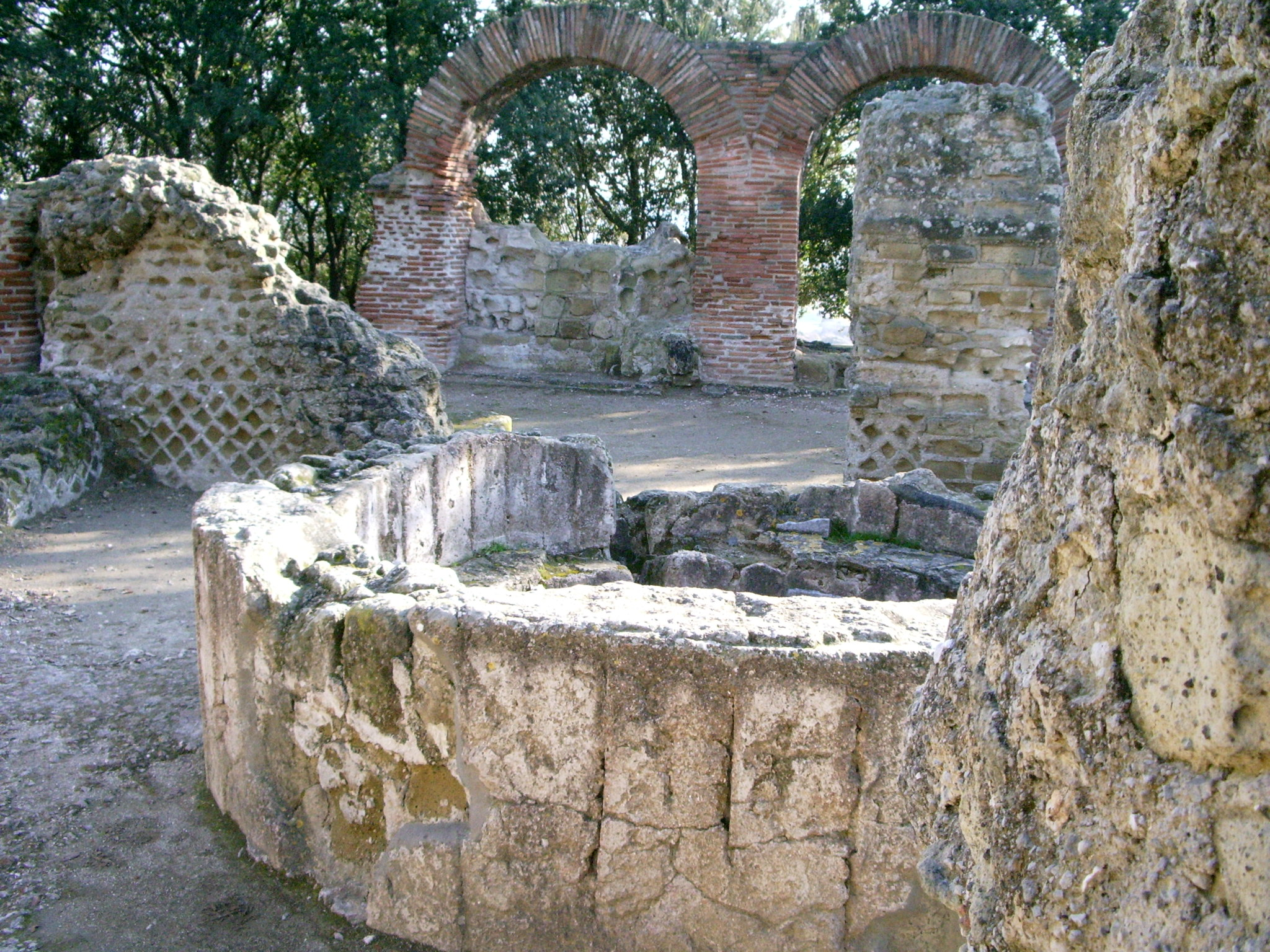
Ruinas del asentamiento griego de Cumae.

Se cree que fue la primera vid cultivada en Grecia por los fenicios y que proviene de una vid ancestral que los ampleógrafos aún no han identificado. Fue llevada por los colonos de Grecia a Cumas, cerca de la actual Pozzuoli, y desde allí se extendió a varios puntos de las regiones de Campania y Basilicata. Aunque todavía se cultiva en Italia, las plantaciones originales griegas parecen haber desaparecido. En la Antigua Roma, la uva fue el componente principal del vino de la primera crecida, el falerno. Plinio el Viejo la menciona, junto con una uva blanca conocida como greco (la actual greco di Tufo), como una uva usada para fabricar algunos de los vinos más prestigiosos de la época romana.
Se han encontrado rastros de esta vid en Molise, Apulia y en la isla de Procida, cerca de Nápoles, a pesar de que ya no se cultiva ampliamente en esos lugares. La uva fue llamado ellenico (la palabra italiana para "griego") hasta el siglo XV, cuando adquirió su nombre actual de aglianico.

## Relación con otras variedades
A pesar de las similitudes en su nombre, la uva de vino de Campania angliacone no es una mutación clónica de la anglianico, pero los análisis de ADN sugieren una relación cercana entre las dos variedades.

## Regiones vitícolas

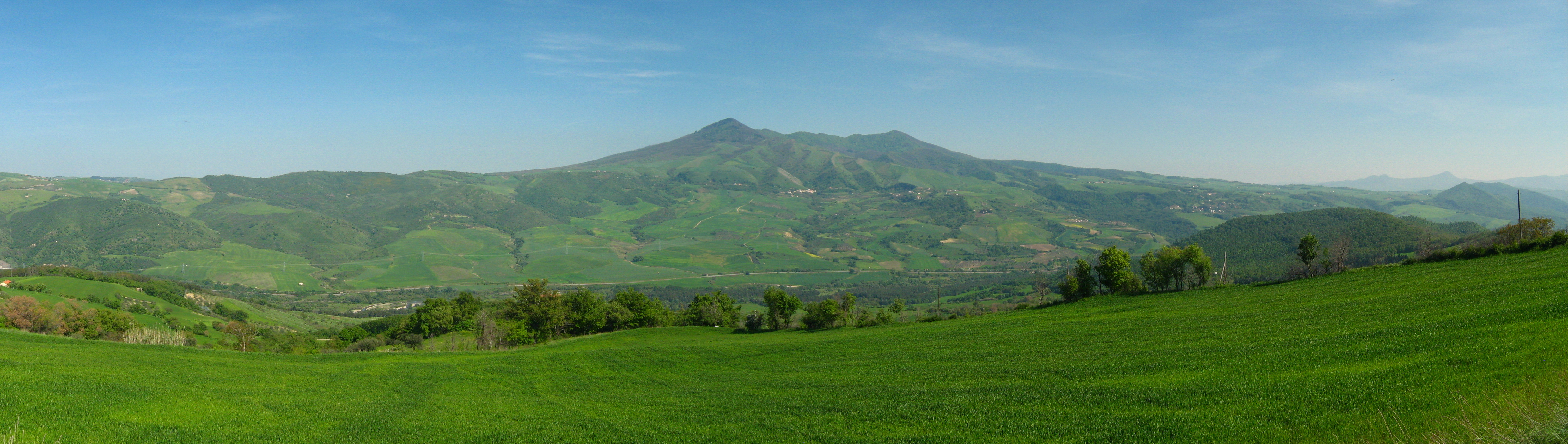
Panorámica del Monte Vulture.

En Basilicata, la aglianico forma la base de la región de denominación de origen controlada italiana (Denominazione di Origine Controllata e Garantita, DOCG) Aglianico del Vulture y se concentra en el área norteña de la provincia de Potenza. Las producciones más tardías de Aglianico de Vulture vienen de los viñedos localizados alrededor del volcán extinto Mounte Vulture. En Campania, él área que rodea la villa de Taurasi produce solamente vino DOCG solo de anglianico. Se puede encontrar más aglianico en la provincia del Benevento. En Camania, es también la principal uva del vino aglianico del Taburno y del falerno del Massico.

### Otras regiones
La uva ha sido también plantada recientemente en Australia, y los estados estadounidenses de Texas y California, y se da predominantemente en climas soleados. En Australia ha sido introducida en la región de la cuenca de los ríos Murray y Darling con cierto éxito. Productores de McLaren Vale, el río Margaret, Mudgee y Riverlans también están experimentando con plantaciones de esta uva. En las fincas de Vieni del área de los 20 valles de Ontario, Canadá, se ha cultivado aglianico desde 2001 y producen vinos de aglianico desde 2010, en Mendoza (Argentina) hay pequeñas bodegas que elaboran vino Aglianico. En Chile, fue introducida en la región del Maule en 2011 por los enólogos Maurizio Castelli y Andres Sánchez.

## Viticultura
Los brotes son tempranos y crece mejor en climas secos con generosas cantidades de luz del sol. Tiene buena resistencia a los brotes de oidio, pero puede ser muy susceptibles a la peronospera. También tiene una baja resistencia a la botritis, pero ya que es demasiado tánico para vino de postre, la presencia de esta podredumbre noble en la viña es más de un peligro vitícola que una ventaja.
La uva tiene una tendencia a madurar tarde, con cosechas hasta de noviembre en algunas partes del sur de Italia. Si la uva se recoge demasiado pronto, o con excesivos rendimientos, puede ser demasiado tánica. La vid parece prosperar particularmente en suelos volcánicos.

## Estilo de los vinos

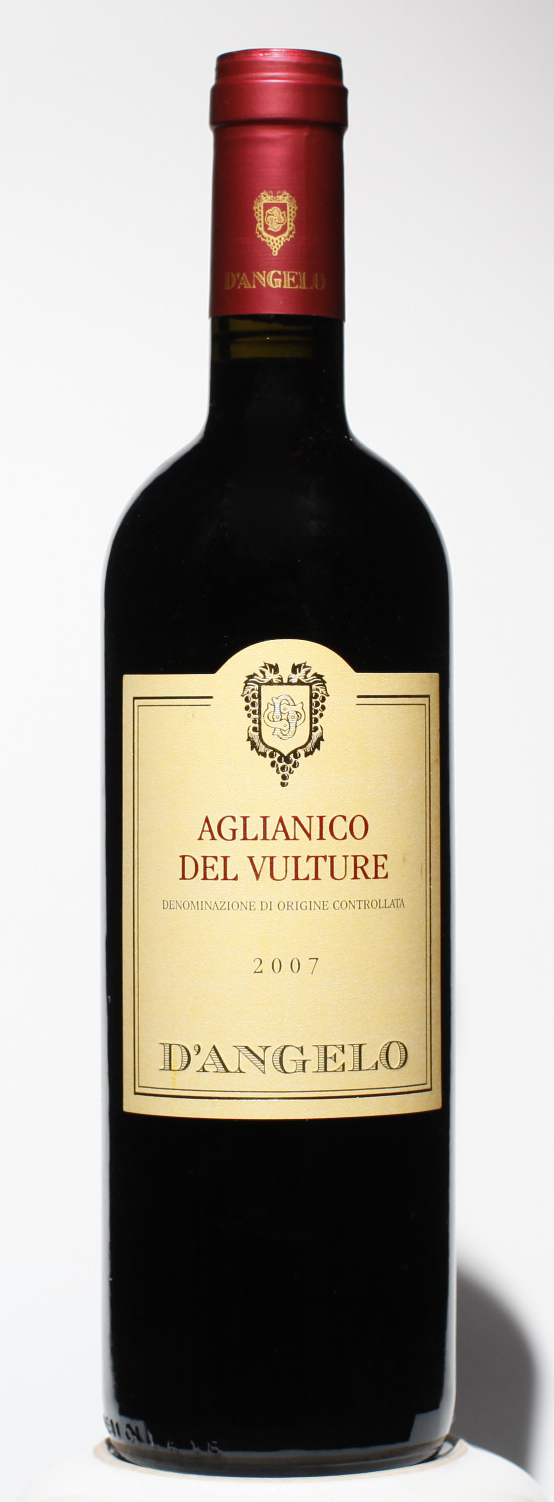
Una botella de aglianico del Vulture

Los vinos producidos a partir de aglianico tienden a tener mucho cuerpo, con firmes taninos y alta acidez,  lo que lo dota de un buen potencial de envejecimiento. Los sabores del vino hacen que sea apropiado para el emparejamiento con carnes, como cordero. En Campania, la uva es mezclada a veces con cabernet sauvignon y merlot en la producción de algunos vinos con DOCG.
El vino joven de aglianico es muy tánico y concentrado, porque requiere de unos años de envejecimiento antes de que pueda ser accesible. A medida que envejece, el tono afrutado se vuelve más pronunciado y los taninos más equilibrados con el resto del vino. La coloración de la marca del vino es de un profundo granate. En los mejor realizados, el vino puede tener aromas a chocolate y ciruela.

## Sinónimos
La uva aglianico también se conoce bajo los sinónimos aglianica, aglianichella, aglianichello, aglianico amaro, aglianico del Vulture, aglianico di Castellaneta, aglianco di Puglia, aglianico di Taurasi, aglianico femminile, aglianico mascolino, aglianico nero, aglianico tringarulo, aglianico zerpoluso, aglianico zerpuloso, aglianicone, aglianicuccia, agliano, agliatica, agliatico, agnanico, agnanico di Castellaneta, cascavoglia, cerasole, ellanico, ellenico, fiano rosso, fresella, gagliano, ghiandara, ghianna, ghiannara, glianica, gnanica, gnanico, granica, olivella di S. Cosmo, prie blanc, ruopolo, spriema, tringarulo, uva catellaneta, uva dei Cani, uva di Castellaneta y uva near.